# Fortuna Düsseldorf II
El Fortuna Düsseldorf II es un equipo de fútbol de Alemania que juega en la Regionalliga West, una de las ligas que conforman la cuarta división de fútbol del país. El club ganó el desaparecido Campeonato alemán de fútbol aficionado y participó en una ocasión en la Copa de Alemania.

## Historia
Fue fundado en el año 1975 en la ciudad de Dusseldorf como el principal equipo filial del Fortuna Düsseldorf, por lo que no puede jugar en la Bundesliga de Alemania y desde 2009 no puede jugar en la Copa de Alemania.
Como equipo filial es de categoría aficionada, aunque logró ser campeón nacional aficionado por primera vez en 1977 como parte de la liga del oeste del país, aunque luego de eso no logró nada importante hasta la reunificación alemana.
En los años 1990 pasó entre la tercera y cuarta división nacional, llegó a la final de la Copa de Baja Renania en 1992, la cual no se jugó porque al igual que el otro finalista, el Wuppertaler SV, habían logrado la clasificación a la Copa de Alemania de 1992/93, su primera aparición en la copa nacional.
Su primera aparición en la Copa de Alemania fue de debut y despedida aunque de manera decorosa al ser eliminado por el Borussia Mönchengladbach por marcador de 1-2.
Posteriormente estuvo viajando entre la Oberliga Nordrhein y la Verbandsliga Niederrhein. En 1997 perdió por poco el ascenso a la Regionalliga West/Südwest; En la penúltima jornada vence al FC Wegberg-Beeck, lo que permitió al Bonner SC adelantar con dos victorias. En 2002 el equipo descendió a la Versbandsliga, mientras que el primer equipo bajó de la Regionalliga Nord y tuvo que ir a la Oberliga. En 2007 consiguió, tras cinco años de abstinencia, volver a la Oberliga Nordrhein, que se celebró por última vez en la temporada 2007/08. En el último día una victoria por 4-0 contra el KFC Uerdingen 05 lo clasificó para la recién creada NRW-Liga, a la que se fusionaron las ligas superiores anteriores de Renania del Norte y Westfalia. En la nueva liga tuvo mucho más éxito; En la 33.ª jornada, una victoria por 3-0 ante el Schwarz-Weiß Essen le aseguró el ascenso a la Regionalliga West para la temporada 2009/10 como subcampeón de liga. En la temporada 2009/10, el equipo se salvó del descenso con una victoria por 2-1 en Bonner SC en la última jornada. Goran Vucic dirigió al equipo hasta la temporada 2011/12, en la que dejó al equipo en último lugar. Debido a una reforma de las ligas autonómicas, pasó a jugar en la nueva Regionalliga West en la temporada 2012/13 a pesar de terminar en la última plaza en la temporada anterior. De junio de 2012 a marzo de 2018 Taşkın Aksoy entrenó al equipo. Bajo su sucesor Jens Langeneke, el equipo salvó la categoría en la temporada 2017/18 aunque fue relegado en términos deportivos. Con el ascenso del KFC Uerdingen 05 a la 3. Bundesliga, el equipo permanecerá en la Regionalliga West en la temporada 2018/19. En la temporada 2019/20, que fue cancelada debido a la pandemia del COVID-19, el equipo alcanzó el undécimo lugar.

## Palmarés
- Campeonato alemán de fútbol aficionado: 1

1977
- Oberliga Niederrhein: 1

1976/77